# Test Drive 6
Test Drive 6 (англ. Тест-драйв 6) — відеогра серії Test Drive у жанрі аркадних автоперегонів, видана компаніями Infogrames та Cryo Interactive у 1999 році.
Як і попередні частини серії, Test Drive 6 зосереджується на вуличних перегонах. У грі представлені кілька режимів, кожен зі своїми особливостями. На вибір гравцеві доступні кілька десятків автомобілів від відомих світових виробників, а також траси, кожна з яких базується на реальних містах та країнах. Нововведенням є кар'єрний режим, в якому потрібно проходити турніри та заробляти гроші на покупку та покращення машин.
На відміну від попередніх частин серії, гра розроблялася відразу для чотирьох платформ: за версію для PlayStation, Dreamcast та персональних комп'ютерів під керуванням Microsoft Windows була відповідальна студія Pitbull Syndicate, а за версію для Game Boy Color — Xantera. Test Drive 6 отримала неоднозначні, переважно негативні оцінки від ігрової преси. Основним об'єктом критики стала вторинність геймплей, а також спрощене управління. До переваг Test Drive 6 оглядачі віднесли різноманітність трас і музичний супровід.

## Ігровий процес

Перегона на Dodge Viper GTS у Лондоні. Вгорі показано час, за який потрібно доїхати до контрольної точки, у правому верхньому кутку — час гонки, в правому нижньому — спідометр, тахометр і передача, а в лівому нижньому — міні-карта і поточне місце в гонці

Test Drive 6 — це аркадна гоночна гра, виконана в тривимірній графіці, схожа на попередні ігри серії.
Гравцеві пропонується можливість практики, в якій доступні на вибір різні траси та автомобілі. Траси у грі засновані на реально наявних містах по всьому світу. Автомобілі є ліцензованими моделями від відомих світових виробників. У режимі кар'єри дозволяється гравцеві придбати транспортний засіб у дилера 1 рівня і надається їм турніри для участі у перегонах, обмеженим рівнем гравця. Гравець робить ставки в ігровій валюті на кожну гонку в турнірі й може отримати додаткову бонусну виплату за загальну фінішну позицію. Турніри збільшуються в тривалості, складності та сумі виплат за рівнем. Гравцеві потрібно проходити перегонові змагання та заробляти гроші на покупку нових автомобілів та їх тюнінг. У перегонах присутні контрольні точки, при проїзді через які зростає час для проходження змагання. На вулицях роз'їжджають поліцейські патрулі, які починають переслідувати, якщо перевищити швидкість. Якщо машина поліції виявиться попереду гравця, а сам гравець зупиниться, це веде до затримання. Якщо гравець не встигне проїхати через контрольні точки до завершення часу, перегону доведеться починати заново. Також є можливість пограти за поліцію, затримуючи перегонників.

## Розробка та вихід гри
Test Drive 6 є продовженням Test Drive 5 і запозичує його основи: вуличні перегони з поліцією реальними містами та країнами. З усім тим, нова частина розроблялася одразу для чотирьох ігрових платформ: за версію на PlayStation, Dreamcast та ПК була відповідальна студія Pitbull Syndicate, яка створила дві попередні ігри серії, а за спрощену версію для портативної приставки Game Boy Color з ізометричною графікою та відсутністю контрольних точок. в перегонах — Xantera, пізніше створила кілька частин Test Drive для цієї платформи. Розробники заявили, що хотіли в новій грі використовувати всю потужність консолі PlayStation, покращивши графіку: у Test Drive 6 реалізований ігровий рушій від попередньої частини серії з більш реалістичним освітленням та пішоходами на тротуарі. Сама гра планувалася до виходу у період зимових свят.
Реліз Test Drive 6 відбувся восени 1999 року в США, а навесні-літа наступного року гра вийшла в Європі.

## Оцінки та відгуки
| Агрегатор    | Оцінка    | Оцінка | Оцінка  | Оцінка  |
| Агрегатор    | Dreamcast | GBC    | PC      | PS      |
| ------------ | --------- | ------ | ------- | ------- |
| GameRankings | 50,94 %   | 59 %   | 49,37 % | 69,09 % |

| Видання                            | Оцінка    | Оцінка | Оцінка | Оцінка  |
| Видання                            | Dreamcast | GBC    | PC     | PS      |
| ---------------------------------- | --------- | ------ | ------ | ------- |
| AllGame                            | [ 8 ]     | [ 9 ]  | [ 10 ] | [ 11 ]  |
| Electronic Gaming Monthly          | 3,66/10   |        |        | 5,75/10 |
| Game Informer                      |           |        |        | 7,5/10  |
| GamePro                            |           |        |        | [ 13 ]  |
| GameSpot                           | 4,6/10    |        | 4,7/10 | 5,2/10  |
| GameSpy                            | 4/10      |        |        |         |
| IGN                                | 3,4/10    | 5/10   | 6,5/10 | 6,5/10  |
| Nintendo Power                     |           | 5,9/10 |        |         |
| Official U.S. PlayStation Magazine |           |        |        | 3,5/5   |
| PC Gamer (США)                     |           |        | 11/100 |         |

Test Drive 6 отримала змішані, переважно негативні відгуки критиків. На сайті GameRankings версія для PlayStation має середню оцінку в 69,09 %, для Game Boy Color — 59 %, для Dreamcast — 50,94 % і для ПК — 49,37 %.
Автори IGN висловили багато різних думок щодо кожних із версій. По-перше, Девід Здирко сказав про версію для PlayStation: «Після шести спроб вони все ще не впоралися». Арун Девідас сказав про комп'ютерну версію: «Це не найкращий перегонник у місті, але Test Drive 6 все ще має кілька спокутних якостей». Крейг Харріс сказав про версію Game Boy Color: «Круїз по міських вулицях на справжніх автомобілях має бути веселішим, ніж ця гонка Game Boy». Метт Уайт сказав про версію Dreamcast: «Infogrames розповсюджують свої матеріали, показуючи нам, що вони мають усе необхідне, щоб убити невинну гру».
Метт Семмонс із NextGen сказав про ту саму версію Dreamcast: «Ця дивна суміш бамперів і спортивних автомобілів — приголомшливо посередньо. Перевірте перед поїздкою».
Рецензент російського сайту Absolute Games більш позитивно сприйняв гру, оцінивши ПК-версію в 75 %, хоча і покритикувавши вторинність геймплея. Також про цю версію загалом позитивно відгукнувся Тед Сміт (AllGame), оцінивши їх у три з половиною зірки з п'яти возможных. Нік МакЕлвін із Computer Games Strategy Plus поставив версії для ПК дві з половиною зірки з п'яти, сказавши: «Хоча вона не так хороша, як останні два Need for Speeds, Test Drive 6, тим не менш, до певної міри вдається бути приємною аркадною грою, яка, так би мовити, викликає серцебиття».